# Brebernica
Brebernica falu Zágráb közigazgatási területén Horvátországban, a főváros határának déli részén. Ma Zágráb Brezovica városnegyedéhez tartozik.

## Fekvése
Zágráb városközpontjától 18 km-re délnyugatra, a Vukomerići-dombság északnyugati részén, a Lipnica- és a Kukeljak-patakok völgye felett emelkedő magaslaton fekszik.

## Története
A település már a 18. században is létezett. Az első katonai felmérés térképén „Sivkovich” néven található. Lipszky János 1808-ban Budán kiadott repertóriumában nem szerepel. Nagy Lajos 1829-ben kiadott művében „Brebernica” néven 5 házzal, 48 lakossal a praediumok között találjuk.
1857-ben 40, 1910-ben 55 lakosa volt. Zágráb vármegye Zágrábi járásához tartozott. 
1941 és 1945 között a Független Horvát Állam része volt, majd a szocialista Jugoszlávia fennhatósága alá került. 1991-től a független Horvátország része. 1991-ben lakosságának 99%-a horvát nemzetiségű volt. 2011-ben 49 lakosa volt.

## Népessége
| Lakosság változása | Lakosság változása | Lakosság változása | Lakosság változása | Lakosság változása | Lakosság változása | Lakosság változása | Lakosság változása | Lakosság változása | Lakosság változása | Lakosság változása | Lakosság változása | Lakosság változása | Lakosság változása | Lakosság változása | Lakosság változása |
| ------------------ | ------------------ | ------------------ | ------------------ | ------------------ | ------------------ | ------------------ | ------------------ | ------------------ | ------------------ | ------------------ | ------------------ | ------------------ | ------------------ | ------------------ | ------------------ |
| 1857               | 1869               | 1880               | 1890               | 1900               | 1910               | 1921               | 1931               | 1948               | 1953               | 1961               | 1971               | 1981               | 1991               | 2001               | 2011               |
| 40                 | 45                 | 34                 | 52                 | 34                 | 55                 | 61                 | 84                 | 85                 | 85                 | 89                 | 83                 | 88                 | 74                 | 57                 | 49                 |